# Saut de la Truite
Le Saut de la Truite est une chute d'eau du massif des Vosges située sur la commune de Lepuix dans le territoire de Belfort.